# Arthropsis truncata
Arthropsis truncata är en svampart som beskrevs av Sigler, M.T. Dunn & J.W. Carmich. 1982. Arthropsis truncata ingår i släktet Arthropsis, ordningen Onygenales, klassen Eurotiomycetes, divisionen sporsäcksvampar och riket svampar.   Inga underarter finns listade i Catalogue of Life.